# Mark Steifensand
Marc-Konstantin Steifensand (Wuppertal, 14 maggio 1966) è uno schermidore tedesco, vincitore di due medaglie d'argento ai campionati mondiali di scherma.

## Palmarès
In carriera ha conseguito i seguenti risultati:
- Mondiali di scherma

Città del Capo 1997: argento nella spada a squadre.
Seul 1999: argento nella spada a squadre.
- Europei di scherma

Bolzano 1999: bronzo nella spada a squadre.